# Gordevio
Gordevio è una frazione di circa 950 abitanti del comune svizzero di Avegno Gordevio, nel Canton Ticino (distretto di Vallemaggia).

## Storia

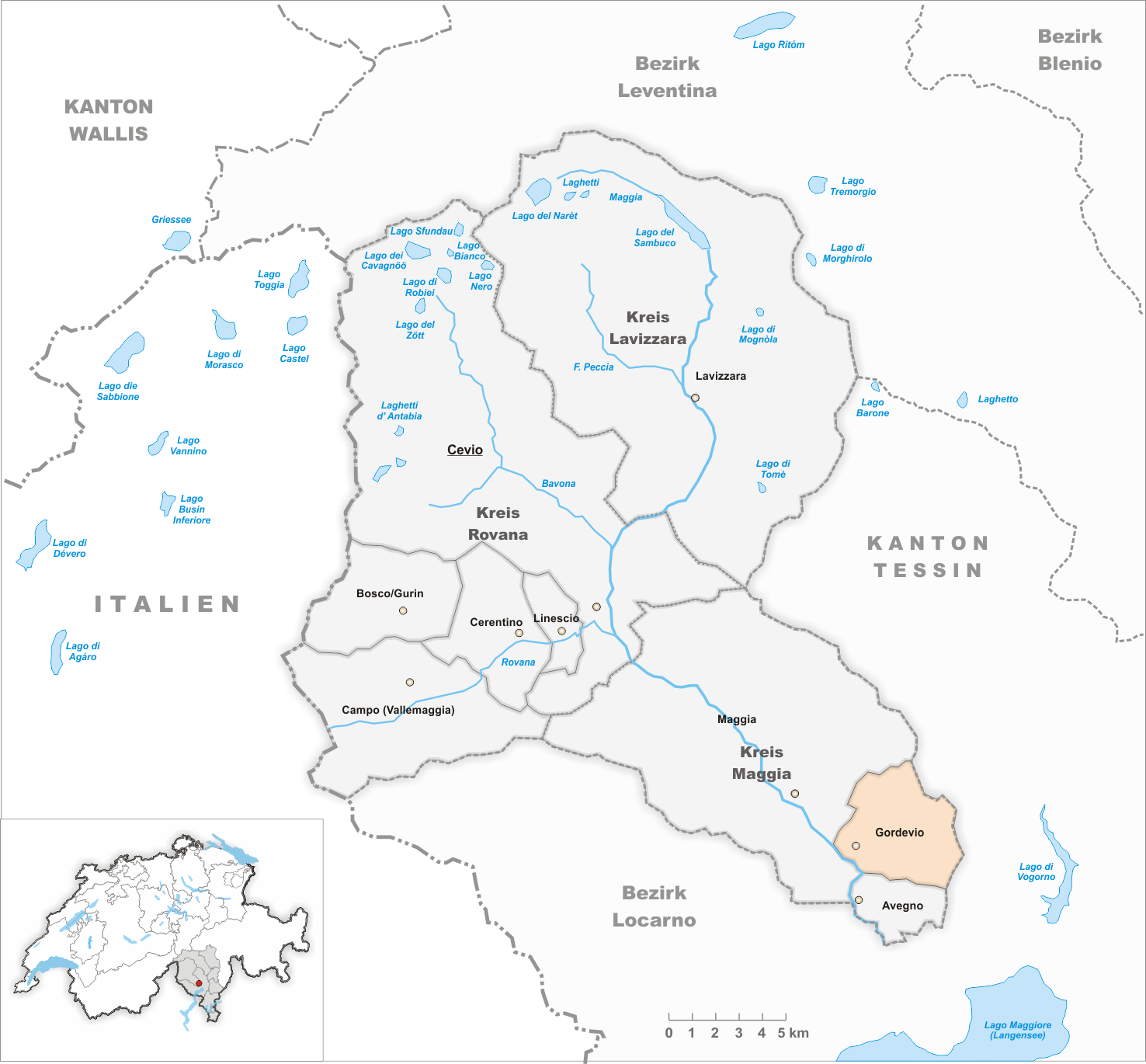
Il territorio del comune di Gordevio prima degli accorpamenti comunali del 2008

Già comune autonomo che si estendeva per 19,25 km², il 20 aprile 2008 è stato accorpato all'altro comune soppresso di Avegno per formare il comune di Avegno Gordevio, del quale Gordevio è sede comunale. La fusione è stata decisa da una votazione popolare il 29 aprile 2007 (70% dei votanti favorevoli).

## Monumenti e luoghi d'interesse

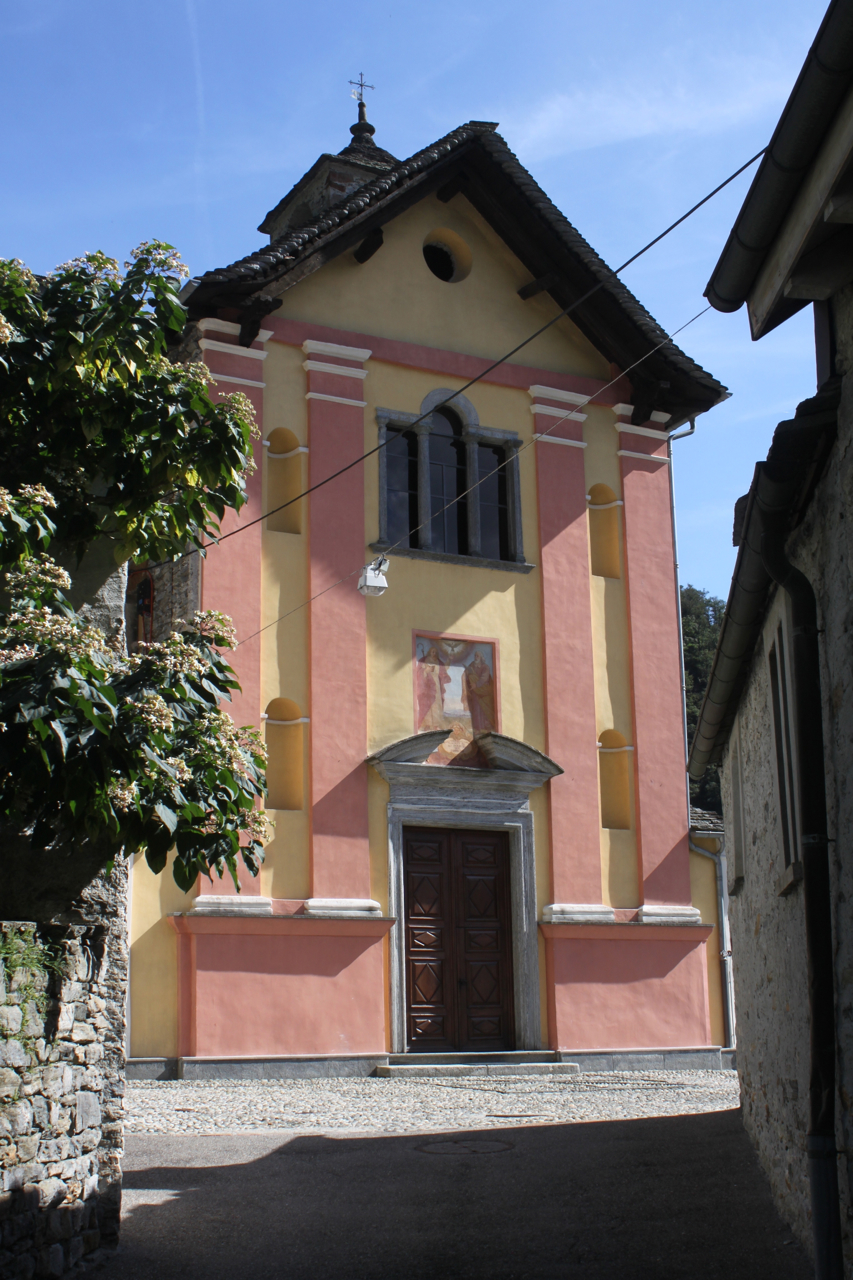
La chiesa dei Santi Giacomo e Filippo

- Chiesa dei Santi Giacomo e Filippo, attestata dal XIII secolo e ricostruita nel XVII secolo[1].

## Società

### Evoluzione demografica
L'evoluzione demografica è riportata nella seguente tabella:
Abitanti censiti

## Infrastrutture e trasporti
Dal 1907 al 1965 è stato congiunto con Locarno con la ferrovia Locarno-Ponte Brolla-Bignasco a trazione elettrica, attraverso la stazione di Gordevio.

## Amministrazione
Ogni famiglia originaria del luogo fa parte del cosiddetto comune patriziale e ha la responsabilità della manutenzione di ogni bene ricadente all'interno dei confini della frazione.